# 2003年ハンガリーグランプリ
2003年ハンガリーグランプリ (Magyar Nagydij) は、2003年F1世界選手権の第13戦として、2003年8月24日にハンガロリンクで開催された。ルノーのフェルナンド・アロンソがポールトゥウィンでレースを制し、トロイ・ラットマン、またはブルース・マクラーレンの記録を上回り当時最年少の優勝者となった。この記録は2008年イタリアグランプリでセバスチャン・ベッテルによって更新された。
このレースは改修されたハンガロリンクで行われた初のレースであった。メインストレートが延長され、第1ヘアピンは角度が急になった。これは追い越しを容易にするための改修であった。
プラクティスではジョーダンのラルフ・ファーマン車のリアウィングが突然外れ、タイアバリアに突っ込み大クラッシュした。ファーマンは負傷のためこのレースと次戦イタリアを欠場し、代役としてゾルト・バウムガルトナーがF1デビューを果たした。

## レース概要
ポールポジションを獲得したフェルナンド・アロンソは、コースがきれいな奇数列側からスタートに成功し、トップで第1コーナーに入った。ウィリアムズの2台、ラルフ・シューマッハとファン・パブロ・モントーヤは2番手および4番手と共に埃の多いコース奇数列側となり、スタートに出遅れ第1コーナーまでに大きく順位を落とした。第2コーナーでラルフはスピンを喫してしまう。
マクラーレンのキミ・ライコネンは7番手スタートだったが、オープニングラップで3位に浮上する。マーク・ウェバーが2位で苦闘する間に、アロンソは最初の3ラップで7秒の差を築き、最初の燃料補給のためのピットインまでに、13ラップ目には21秒までに広げた。燃料を少なめに搭載したウェバーは予選で高位に付けたが、彼もまたピットインした。アロンソはライコネンの直後、2位でコースに復帰し、一方のウェバーは大きく順位を落とした。16ラップまでにライコネン、バリチェロ、モントーヤがピットインし、アロンソがその差を維持するのを許してしまう。
17ラップ、BARのジャック・ヴィルヌーヴが油圧故障のためピットイン、直後にミハエル・シューマッハもピットインした。翌18ラップにシューマッハ、モントーヤの前を走行していたデビッド・クルサードがピットインし、給油に時間をかけてしまう。19ラップにフェラーリのルーベンス・バリチェロがリアサスペンションの故障でヘアピンを直進し壁に接触してしまう。セーフティーカーが導入され、アロンソはライコネンに対して24秒の差を保ったままウェバーの前でコースに復帰した。
アロンソのチームメイト、ヤルノ・トゥルーリは4位争いをしながら、モントーヤ、ミハエル、ラルフを従えて走行し、28ラップにラルフは兄のミハエルを追い抜いた。アロンソとウェバーは30ラップおよび31ラップ目に2度目の燃料補給のためピットインし、アロンソはライコネンの前に復帰できるだけのタイム差を維持していたが、ウェバーは9位でコース復帰した。

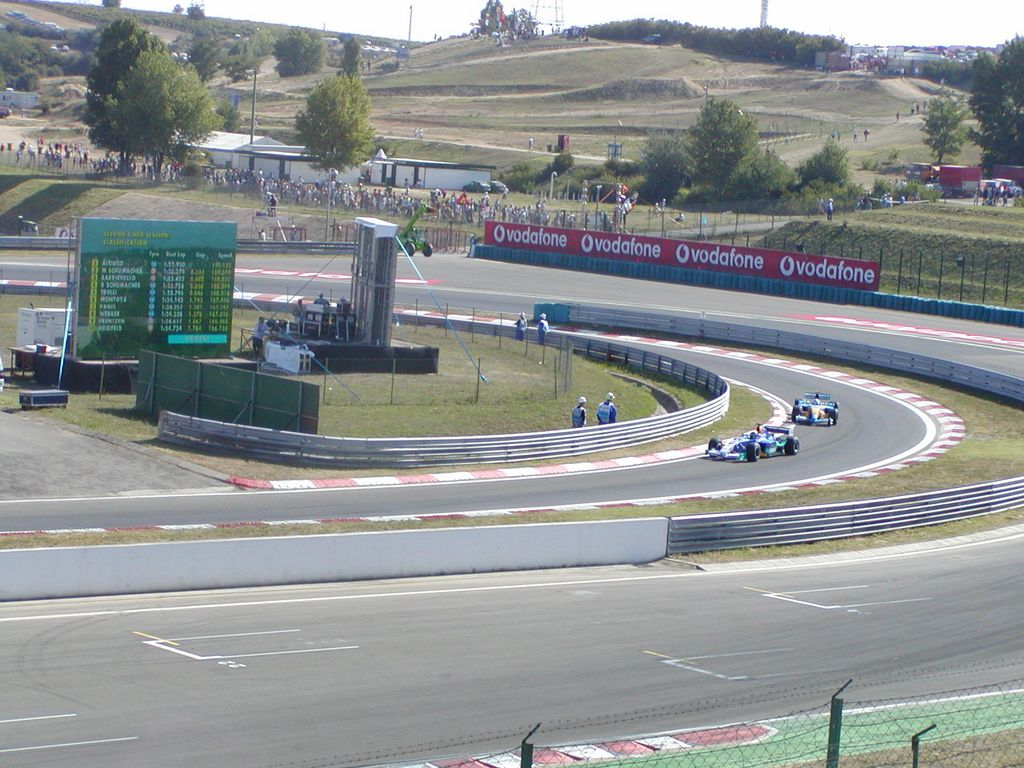
ピットインするザウバーとルノー

トゥルーリは次のラップでピットインし、ラルフとモントーヤのウィリアムズ・デュオが追いついた。ライコネンはピットインの後、彼らの後ろでコース復帰した。モントーヤは続いてファステストラップをたたき出し、続いてピットイン、ウェバーの前でコース復帰した。38ラップではミハエル・シューマッハが3位、クルザードが4位、その後モントーヤ、ウェバー、ラルフ、トゥルーリが続いた。ミハエル・シューマッハがピットインし、トゥルーリの直後でコース復帰、ウェバーはラルフを食い止めようと試みていた。
最初に長時間ピットインした後、3位を走行していたクルサードは43ラップにピットインし、再び時間をかけてしまう。これは彼が2ストップ作戦をとったことを意味していた。クルサードはトゥルーリ、ミハエル・シューマッハの後ろでコース復帰する。46ラップ、ラルフ・シューマッハがウェバーを抜いて4位浮上したが、3位のモントーヤから大きく離されていた。3度目のピットインで順位が目まぐるしく代わり、クルサードがラルフに続く5位に浮上した。アロンソは結局シューマッハを周回遅れにした。一方モントーヤはレース終盤にスピンし、チームメイトのラルフの猛追を防がなければならなかった。アロンソは2位のライコネンに16.8秒の差を付けてチェッカーを受けた。
チャンピオンシップをリードするミハエル・シューマッハはアロンソに周回遅れにされるという状況だったものの、8位に入って1ポイントを獲得した。2位のライコネン、3位のモントーヤはポイントを重ね、シューマッハに大きく詰め寄ることとなった。
レースの後、アロンソは勝利について「..夢が叶ったよ。僕は22歳で初めての勝利だ。僕は長いキャリアーの中でもっと多くの勝利を達成できることを願うよ。」と語った。フェラーリのチームマネージャー、ジャン・トッドはチームドライバーのパフォーマンスについて「失望した。」と語った。
なお、これまでのF1最年少優勝記録は、トロイ・ラットマンが22歳90日、ブルース・マクラーレンが22歳104日であるが、前者はインディ500で達成されたものであり、記録に混乱が見られる。

## 予選
| 順位 | No | ドライバー                       | コンストラクター        | Q1       | Q2       | 差     |
| ---- | -- | -------------------------------- | ----------------------- | -------- | -------- | ------ |
| 1    | 8  | フェルナンド・アロンソ           | ルノー                  | 1:22.953 | 1:21.688 | -      |
| 2    | 4  | ラルフ・シューマッハ             | ウィリアムズ-BMW        | 1:22.413 | 1:21.944 | +0.256 |
| 3    | 14 | マーク・ウェバー                 | ジャガー-コスワース     | 1:22.625 | 1:22.027 | +0.339 |
| 4    | 3  | ファン・パブロ・モントーヤ       | ウィリアムズ-BMW        | 1:23.305 | 1:22.180 | +0.492 |
| 5    | 2  | ルーベンス・バリチェロ           | フェラーリ              | 1:22.892 | 1:22.180 | +0.492 |
| 6    | 7  | ヤルノ・トゥルーリ               | ルノー                  | 1:22.358 | 1:22.610 | +0.922 |
| 7    | 6  | キミ・ライコネン                 | マクラーレン-メルセデス | 1:23.695 | 1:22.742 | +1.054 |
| 8    | 1  | ミハエル・シューマッハ           | フェラーリ              | 1:23.430 | 1:22.755 | +1.067 |
| 9    | 5  | デビッド・クルサード             | マクラーレン-メルセデス | 1:22.786 | 1:23.060 | +1.372 |
| 10   | 20 | オリビエ・パニス                 | トヨタ                  | 1:22.986 | 1:23.369 | +1.681 |
| 11   | 9  | ニック・ハイドフェルド           | ザウバー-ペトロナス     | 1:23.482 | 1:23.621 | +1.933 |
| 12   | 15 | ジャスティン・ウィルソン         | ジャガー-コスワース     | 1:24.343 | 1:23.660 | +1.972 |
| 13   | 11 | ジャンカルロ・フィジケラ         | ジョーダン-フォード     | 1:24.725 | 1:23.726 | +2.038 |
| 14   | 17 | ジェンソン・バトン               | B・A・R-ホンダ          | 1:24.313 | 1:23.847 | +2.159 |
| 15   | 21 | クリスチアーノ・ダ・マッタ       | トヨタ                  | 1:55.138 | 1:23.982 | +2.294 |
| 16   | 16 | ジャック・ヴィルヌーヴ           | B・A・R-ホンダ          | 1:24.333 | 1:24.100 | +2.412 |
| 17   | 10 | ハインツ＝ハラルド・フレンツェン | ザウバー-ペトロナス     | 1:23.660 | 1:24.569 | +2.881 |
| 18   | 19 | ヨス・フェルスタッペン           | ミナルディ-コスワース   | 1:26.052 | 1:26.423 | +4.735 |
| 19   | 12 | ゾルト・バウムガルトナー         | ジョーダン-フォード     | no time  | 1:26.678 | +4.990 |
| 20   | 18 | ニコラス・キエーサ               | ミナルディ-コスワース   | 1:27.023 | 1:28.907 | +7.219 |

## 決勝
| 順位     | No | ドライバー                       | チーム                  | 周回 | タイム         | グリッド | ポイント |
| -------- | -- | -------------------------------- | ----------------------- | ---- | -------------- | -------- | -------- |
| 1        | 8  | フェルナンド・アロンソ           | ルノー                  | 70   | 1:39:01.460    | 1        | 10       |
| 2        | 6  | キミ・ライコネン                 | マクラーレン-メルセデス | 70   | +16.768        | 7        | 8        |
| 3        | 3  | ファン・パブロ・モントーヤ       | ウィリアムズ-BMW        | 70   | +34.537        | 4        | 6        |
| 4        | 4  | ラルフ・シューマッハ             | ウィリアムズ-BMW        | 70   | +35.620        | 2        | 5        |
| 5        | 5  | デビッド・クルサード             | マクラーレン-メルセデス | 70   | +56.535        | 9        | 4        |
| 6        | 14 | マーク・ウェバー                 | ジャガー-コスワース     | 70   | +1:12.643      | 3        | 3        |
| 7        | 7  | ヤルノ・トゥルーリ               | ルノー                  | 69   | +1 Lap         | 6        | 2        |
| 8        | 1  | ミハエル・シューマッハ           | フェラーリ              | 69   | +1 Lap         | 8        | 1        |
| 9        | 9  | ニック・ハイドフェルド           | ザウバー-ペトロナス     | 69   | +1 Lap         | 11       |          |
| 10       | 17 | ジェンソン・バトン               | B・A・R-ホンダ          | 69   | +1 Lap         | 14       |          |
| 11       | 21 | クリスチアーノ・ダ・マッタ       | トヨタ                  | 68   | +2 Laps        | 15       |          |
| 12       | 19 | ヨス・フェルスタッペン           | ミナルディ-コスワース   | 67   | +3 Laps        | 18       |          |
| 13       | 18 | ニコラス・キエーサ               | ミナルディ-コスワース   | 66   | +4 Laps        | 20       |          |
| リタイア | 10 | ハインツ＝ハラルド・フレンツェン | ザウバー-ペトロナス     | 47   | 燃料切れ       | 17       |          |
| リタイア | 15 | ジャスティン・ウィルソン         | ジャガー-コスワース     | 42   | エンジン       | 12       |          |
| リタイア | 12 | ゾルト・バウムガルトナー         | ジョーダン-フォード     | 34   | エンジン       | 19       |          |
| リタイア | 20 | オリビエ・パニス                 | トヨタ                  | 33   | ギアボックス   | 10       |          |
| リタイア | 11 | ジャンカルロ・フィジケラ         | ジョーダン-フォード     | 28   | エンジン       | 13       |          |
| リタイア | 2  | ルーベンス・バリチェロ           | フェラーリ              | 19   | サスペンション | 5        |          |
| リタイア | 16 | ジャック・ヴィルヌーヴ           | B・A・R-ホンダ          | 14   | ハイロドリック | 16       |          |

- ラップリーダー：フェルナンド・アロンソ 69 (1-13, 15-70), キミ・ライコネン 1 (14)

## 第13戦終了時点でのランキング
- 太字は理論上ワールドチャンピオンの可能性あり

| 順位 | ドライバー                 | ポイント |
| ---- | -------------------------- | -------- |
| 1    | ミハエル・シューマッハ     | 72       |
| 2    | ファン・パブロ・モントーヤ | 71       |
| 3    | キミ・ライコネン           | 70       |
| 4    | ラルフ・シューマッハ       | 58       |
| 5    | フェルナンド・アロンソ     | 54       |

| 順位 | コンストラクター        | ポイント |
| ---- | ----------------------- | -------- |
| 1    | ウィリアムズ-BMW        | 129      |
| 2    | フェラーリ              | 121      |
| 3    | マクラーレン-メルセデス | 115      |
| 4    | ルノー                  | 78       |
| 5    | B・A・R-ホンダ          | 15       |

- 注：ドライバー、コンストラクター共にトップ5のみ表示。

## 参照
1. ↑  http://news.bbc.co.uk/sport2/hi/motorsport/formula_one/3177629.stm
2. ↑  http://news.bbc.co.uk/sport2/hi/motorsport/formula_one/3178001.stm
3. ↑  http://news.bbc.co.uk/sport2/hi/motorsport/formula_one/3178387.stm

| 前戦 2003年ドイツグランプリ         | FIA F1世界選手権 2003年シーズン | 次戦 2003年イタリアグランプリ       |
| 前回開催 2002年ハンガリーグランプリ | ハンガリーグランプリ            | 次回開催 2004年ハンガリーグランプリ |

座標: 北緯45度36分56秒 東経9度16分52秒 / 北緯45.61556度 東経9.28111度